# Europapokal der Landesmeister (Handball) der Frauen 1972/73
Der Europapokal der Landesmeister der Frauen 1972/73 war die 12. Auflage des Wettbewerbes. Im Finale am 2. April 1973 siegte Spartak Kiew gegen den rumänischen Verein Universitatea Timișoara.
| Mannschaft 1                      | Mannschaft 2             | Spiel 1 | Spiel 2 |
| --------------------------------- | ------------------------ | ------- | ------- |
| 1/8 Finale                        |                          |         |         |
| SC Union 03 Hamburg               | RK Radnički Belgrad      | 10:15   | 8:22    |
| Niloc Amsterdam                   | Maccabi Arazim Ramat Gan | 28:5    | 24:6    |
| Lokomotive Plowdiw                | TJ Plastika Nitra        | 10:8    | 9:17    |
| Admira Landhaus Wien              | IL Vestar Oslo           | 13:9    | 8:16    |
| SC Leipzig                        | Ferencváros Budapest     | 11:7    | 9:8     |
| Fredriksberg Kopenhagen           | Gornik Sosnica Gliwice   | 13:10   | 21:13   |
| Universitatea Timișoara (Freilos) |                          |         |         |
| Spartak Kiew (Freilos)            |                          |         |         |
| Viertelfinale                     |                          |         |         |
| RK Radnički Belgrad               | Spartak Kiew             | 12:13   | 8:11    |
| TJ Plastika Nitra                 | Niloc Amsterdam          | 10:8    | 4:11    |
| SC Leipzig                        | IL Vestar Oslo           | 16:8    | 10:12   |
| Universitatea Timișoara           | Fredriksberg Kopenhagen  | 13:10   | 11:8    |
| Halbfinale                        |                          |         |         |
| Spartak Kiew                      | Niloc Amsterdam          | 25:12   | 15:5    |
| Universitatea Timișoara           | SC Leipzig               | 9:9     | 7:7     |
| FINALE am 2. April in Bratislava  |                          |         |         |
| Spartak Kiew                      | Universitatea Timișoara  | 17:8    |         |